# Stan Valckx
Stanislaus „Stan“ Henricus Christina Valckx (* 20. Oktober 1963 in Arcen, heute zu Venlo) ist ein ehemaliger niederländischer Fußballspieler.

## Karriere
Der Verteidiger (Vorstopper) begann seine Karriere 1983 bei VVV Venlo. Für diesen Verein spielte er 5 Jahre, davon 3 Jahre in der Ehrendivision, bevor er 1988 zu PSV Eindhoven wechselte. 1991 erfolgte sein Wechsel zu Sporting Lissabon, er kehrte aber nach 2 Jahren zu PSV zurück, bevor er seine Karriere 2000 beendete.
Darüber hinaus verzeichnete er 20 Einsätze für die niederländische Fußballnationalmannschaft, in denen er kein Tor erzielte. Sein Debüt gab er am 26. September 1990 in einem Länderspiel gegen Italien, das mit 0:1 verloren ging. 
Von 2004 bis 2008 war Valckx Manager bei PSV, in der Saison 2009/10 ist er Technischer Direktor beim chinesischen Erstligisten Shanghai Shenhua.

### Erfolge
- Niederländischer Meister: 1988, 1997, 2000 (3×)
- Niederländischer Pokalsieger: 1988, 1989, 1990, 1996 (4×)
- Niederländischer Supercup: 1996, 1997, 1998, 2000 (4×)
- Europapokal der Landesmeister: Sieger 1988 (ohne Einsatz im Finale)